# Mantinc el català
Mantinc el català (in het Catalaans, 'Ik blijf Catalaans spreken') is een burgerbeweging zonder winstbejag in de Catalaanse landen. Ze verenigt vrijwilligers die het Catalaans in de dagelijkse omgang en de sociale uitstraling van de taal willen bevorderen. Ze mobiliseert Catalaanstaligen om in het openbaar hun eigen taal te blijven spreken: op straat, in de winkels of de horeca, bij overheidsdiensten of met nieuwkomers. Hun motto is “Mantinc el català sempre, a tot arreu i amb tothom!” oftewel: “Ik blijf Catalaans spreken, overal en met iedereen!”
De groep werd in 2021 op Facebook opgericht na een interview met de  Carme Junyent i Figueras, een experte in taalsociologie en minderheidstalen. Ze had in 2020 het boek El futur del català depèn de tu ('De toekomst van het Catalaans hangt van jou af') gepubliceerd. Daarin beschrijft ze de neiging van vele Catalanen om met onbekenden automatisch op een andere taal over te schakelen, doorgaans Spaans of Engels, zelfs als de buitenlandse gesprekspersoon behoorlijk Catalaans verstaat en spreekt. Na Facebook werd de groep actief op andere sociale netwerken, vooral Twitter.
De groep is bekommerd over de maatschappelijke achteruitgang van het Catalaans in de afgelopen jaren. Vriendelijk, maar toch dringend willen ze die trend veranderen. Zij streven naar meer taalrechtvaardigheid en het bestrijden van de schadelijke effecten van diglossie en passieve tweetaligheid. Mutatis mutandis is de situatie te vergelijken met die van het Nederlands in Vlaanderen na 1830 tot in de eerste helft van de twintigste eeuw. Net zoals het Nederlands «verengelst» in de media en het hoger onderwijs, staat het Catalaans in die sectoren dubbel onder druk, zowel van het Engels als van het Spaans.

## Acties

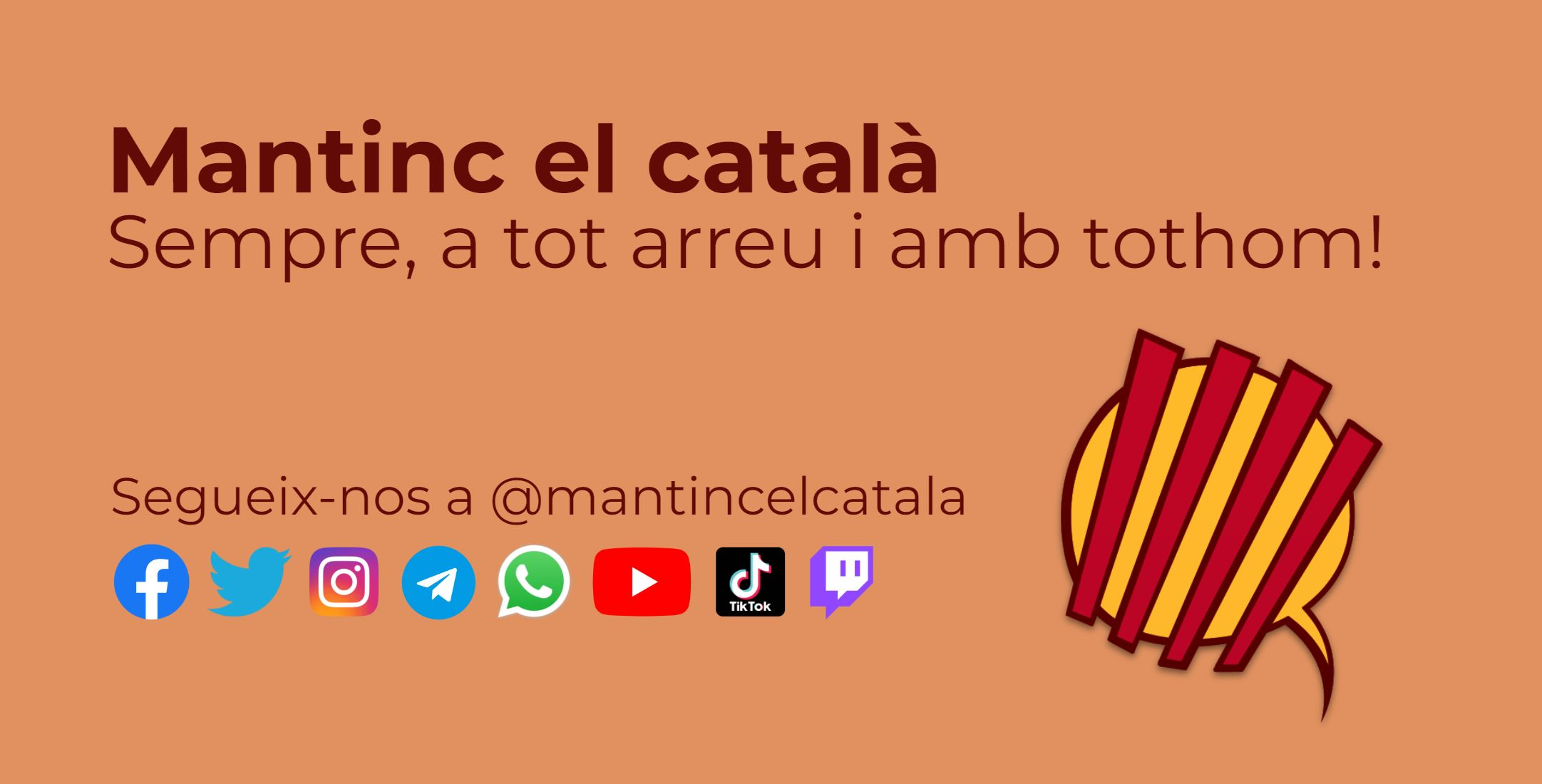
Gemeenschappelijke aanplakbiljet en motto van Mantinc el català.

Met situaties als een asymmetrisch gesprek te bevorderen en het gebruik van het Catalaans te handhaven bij iedereen in het taalgebied en vanaf het begin (zowel mondeling als schriftelijk), wil de groep het taalimperialisme doorbreken. Mantinc el català baseert zich op wetenschappelijk onderzoek naar het taalgebruik in de Catalaanse landen. Daaruit blijkt dat tussen 60% tot 97% van hun bevolking de taal begrijpt (vanwege een hoge wederzijdse verstaanbaarheid). De situatie is te vergelijken met die van het Duits voor Nederlandstaligen.
De vereniging voert acties met spandoeken en reclameborden bij alle mogelijke evenementen: sportwedstrijden, volksfeesten, concerten… In 2022, op de Diada de Sant Jordi, lanceerden ze een actie om de mensen te motiveren het Catalaans, bij wijze van experiment, gedurende drie weken als eerste taal te gebruiken, zowel privé als op het werk. Dat moest helpen om angsten, twijfels of minderwaardigheidscomplexen metterdaad te overwinnen. Op de "derby der derbys" van het Iberische schiereiland, de wedstrijd Barça-Madrid tijdens het voetbalseizoen 2022-2023 hebben ze een reusachtig spandoek met hun motto ontvouwd. Het spandoek werd per crowdfunding gefinancierd en zal ook op andere sportmanifestaties van pas komen.
Spaansgezinde dagbladen hebben de acties van Mantinc el Català verguisd. Crónica Global of La Razón hadden hevige kritiek op hun acties. Ze hekelden acties voor meer Catalaans in de gezondheidszorg of om ouders te stimuleren om hun kinderen aan te moedigen op school altijd Catalaans te spreken, als acties van een "separatistische organisatie",  "eentalige radicalen", die "een heksenjacht op scholen" organiseren, om "het Spaans te vervolgen" gesubsidieerd door de Catalaanse regering". Nochtans blijkt dat de regio's met een eigen taal (Galicië, Baskenland en Catalonië) beter scoren op Engels dan de eentalige binnengebieden.